# 町田増夫
町田 増夫（まちだ ますお、1903年（明治36年）12月26日 - 1994年（平成6年）3月7日）は、昭和期の教育者、農業技師、政治家。長野県小諸市長。

## 来歴
長野県更級郡八幡村（現千曲市）で、町田新治郎、しげ の長男として生まれた。更級農学校（現長野県更級農業高等学校）を経て、旧制岐阜高等農林学校農芸化学科卒業。昭和2年（1927年）埴科郡埴南農蚕学校（現長野県坂城高等学校）教諭となり、飯山高等女学校（のち長野県飯山南高等学校）教諭、旧制飯山中学校（のち長野県飯山北高等学校）教諭、旧制伊那高等女学校（現長野県伊那弥生ヶ丘高等学校）教諭を歴任。
1935年（昭和10年）以後、長野県農林技師、高知県農林技師、新潟県農林技師を務め、1944年（昭和19年）軍需省管理官に転じ、1949年（昭和24年）通商産業省長野事務所長に就任。1950年（昭和25年）長野県庁に転じ、資材課長、労政課長、農地課長、下伊那地方事務所長を歴任。小諸市農業委員会委員を経て、1954年（昭和29年）小諸市助役となった。
1956年（昭和31年）4月、小諸市長選挙で当選し、1972年（昭和47年）4月まで4期務めた。在任中は国道18号線の改良や、小諸市民会館、小諸市営球場、勤労者福祉センターの建設、浅麓水道企業団の発足などにあたった。その他、長野県水道協会副会長、浅間山観光社長、日本赤十字社常任理事など歴任し、小諸学園理事長、県国保連顧問、長野県老人クラブ連合会長を務めた。

## 著作
- 『小諸市政十八ヶ年の歩みと一九七〇年代の展望』[4]